# Judith Babirye
Judith Babirye là một Uganda nhạc sĩ phúc âm và chính trị gia. Bà là một mục sư cao cấp tại "Nhà thờ giải thoát cuộc sống mới", thuộc Phân khu Makindye, ở phía đông nam của thủ đô Kampala, thủ đô của Uganda.
Bà cũng đồng thời phục vụ với tư cách là thành viên của Quốc hội được bầu làm đại diện cho Quốc hội nữ quận Buikwe trong Quốc hội khóa 10 (2016-2021).

## Cuộc sống ban đầu và giáo dục
Babirye được sinh ra ở Nyenga, quận Buikwe, cho ông bà Mukooza, vào ngày 23 tháng 9 năm 1977. Bà học trường tiểu học Nalinya Lwantale ở quận Luweero. Bà học tại trường trung học Ndejje để học O-Level và tại trường trung học Iganga để học A-level, tốt nghiệp [[Bằng tốt nghiệp trung học năm 1998.
Bà được nhận vào Đại học Makerere, trường đại học Bàng lập lâu đời nhất và lớn nhất của Uand, nơi bà tốt nghiệp năm 2001 với bằng Cử nhân Nghệ thuật Du lịch.

## Âm nhạc
Khi bà học cấp hai tại trường trung học Ndejje, Babirye đã giành chiến thắng trong các lễ hội sáng tác âm nhạc, trong đó họ được giao nhiệm vụ sáng tác bài quốc ca của trường. Tại Iganga, Bà cũng sáng tác bài quốc ca khơi dậy sự nghiệp âm nhạc của mình.
Bài hát đầu tay của bà, "Beera Nange", đã giành được đĩa đơn phúc âm hay nhất trong Giải thưởng âm nhạc Pearl of Africa năm 2006. Bà đã có những bản hit như "Wambatira", "Omusaayi gwa Yesu", "Ekitibwa kyo Mukama" và "Maama".

## Danh sách đĩa hát

### Bài hát
- Ampisizaawo
- Golokoka
- Wanonda
- Maama
- Wambatira
- Wanonda
- Beera Nange
- Eno Mbaga

### Album
- Beera Nange, 2006
- Yesu Asobola, 2007
- Nzijukira, 2008
- Wanjagala, 2011

## Giải thưởng và giấy chứng nhận
- Đĩa đơn phúc âm hay nhất, "Beera nange", trong Giải thưởng âm nhạc Pearl of Africa năm 2006.[11]
- Album của năm trong Giải thưởng Âm nhạc Phúc âm Victoria (VIGA), 2007.[12]

## Gia đình
Năm 2005, Judith Babirye kết hôn với Samuel Niwo và trở thành cha mẹ của một Bà con gái vào khoảng năm 2006. Họ tách ra vào năm 2009. Vào tháng 1 năm 2017, Babirye đệ đơn ly hôn.
Năm 2018, Bà kết hôn với Paul Musoke Ssebulime, tại thời điểm đó, nghị sĩ đại diện cho Buikwe North Const constency. Đó là cuộc hôn nhân thứ hai cho mỗi người trong số họ.